# アナトモグラフィー
アナトモグラフィー（Anatomography）は、DBCLSが運営する人体解剖図の作成・表示サービス。インターネットを介して誰でも無料で利用できる。文部科学省委託研究開発事業として開発された。作成した図譜はクリエイティブ・コモンズ 表示 - 継承 2.1 日本 (CC BY-SA 2.1 JP) ライセンスの元で利用可能であり、実際に wikipedia や日本国外の科学番組の挿絵などに利用されている。開発者らによると、CC ライセンスでの提供は医学の情報・データ共有の促進を狙ったものであり、このような利用の広がりは期待通りの展開であるとしている。
アナトモグラフィーとは、解剖学を意味するアナトミー（Anatomy）という言葉と、画法といった意味を持つグラフィー（-graphy）という言葉から作った造語。

## 歴史
アナトモグラフィーは、2004年に独立行政法人情報通信研究機構らによって公開された数値人体モデルデータベース「TARO」を元に作成されている。TARO はMRIの断面画像をつなぎあわせた2mm*2mm*2mmのボクセルからなる三次元人体地図で、主要約50臓器のデータが含まれている。アナトモグラフィーはこのTAROのデータを元に、サイトで表示されているような高解像度の3Dポリゴンデータを作り上げて行く。作業は三段階に分けて行われている。
第一フェーズは、TAROのデータを単純に各パーツに分割していく。
第二フェーズは、TAROのデータは空間分解能が荒いこと（2mm立方）、MRIで映らない臓器があること（例えば動いている心臓など）、直立姿勢では臓器位置が変化すること（寝て撮影したMRIデータは直立時と内臓の位置が変化する）などに対応するため、解剖学のテキスト、模型、種々の統計データ等を参照しながら、細部の構造のモデリングや位置の微妙な補正などを手作業で行っていく。
第三フェーズは、作り上げたデータを、解剖学的な観点から専門家にチェックしてもらい、正確性を上げる。
2010年4月現在、各臓器について、順次フェーズ1から2へと勧められている状況で、サイトは発展段階にある。順番として内臓、骨、脳部分のデータ化が現状進んでおり、中でも心臓のモデリングは細かい部分まで進んでいる。皮膚や筋肉データはまだ扱われていない。各パーツについての作業の進捗状況はサイトのページで確認できる。

## 開発スタッフ
DBCLS内開発チーム
- 大久保公策（開発責任者）：原案、解剖学監修
- 三橋信孝（専任開発リーダー）: 解剖学用語辞書整備、レンダリングサーバ構築、ホームページ作成
- 藤枝香（専任メディカルアーティスト）: 臓器形状データ作成、データ名称付与、臓器関係編集
- 今井紫緒(外来研究員)：臓器形状データ作成、3Dモデリング指導

外部開発分担企業
- MOA Creation 臓器形状データ作成、3Dモデリング指導
- 株式会社エムアイシー（HP）: ラフモデリング、計測データ入力
- 株式会社ケイズデザインラボ（HP）: 3Dエディター指導、ラフモデリング、計測データ入力
- 株式会社ビッツ（HP）: アナトモエディタ画面デザインおよび作成

## 特徴
- 2010年2月現在、神経系、骨格系、循環器系ほか、人体の642の部位が表示可能である。

出来ないこと
- 姿勢は直立姿勢のみ。関節を曲げる機能はない。
- 2010年2月現在、筋肉と皮膚のデータは表示できない。

## BodyParts3D

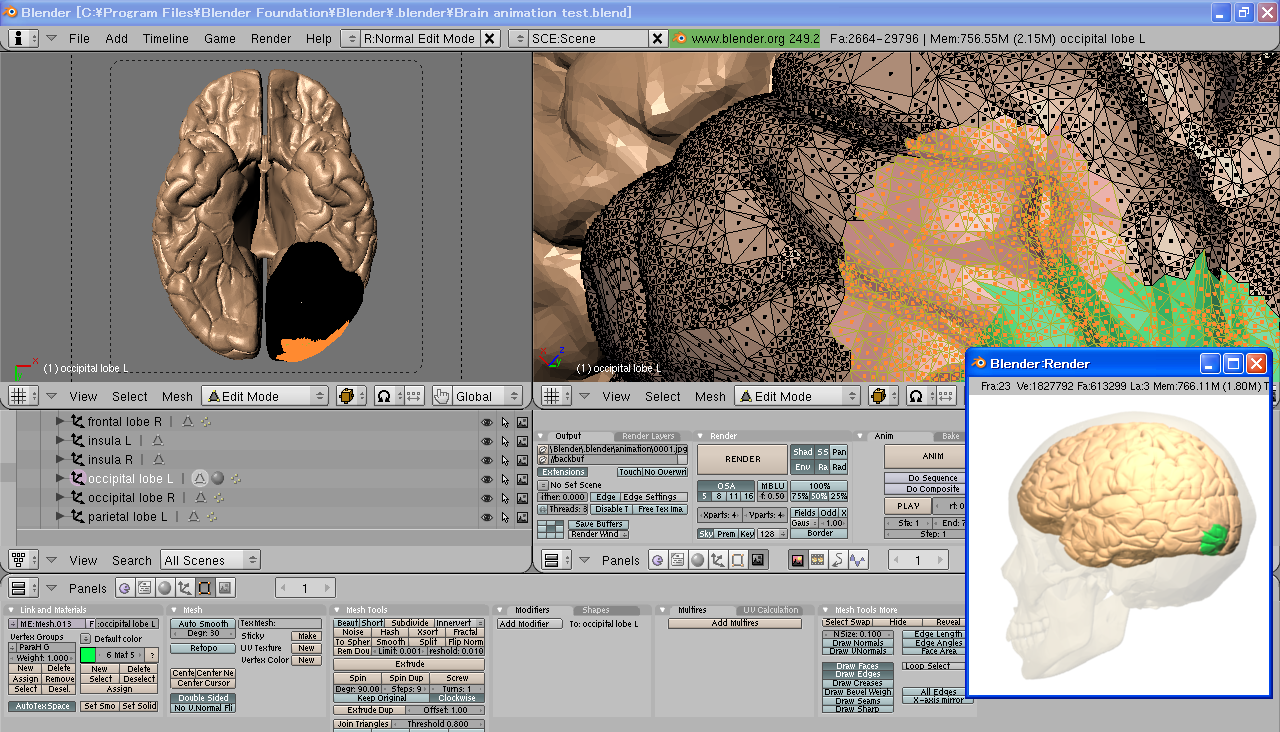
BodyParts3D。ダウンロードしたポリゴンデータ。使用ソフトBlender。

サイトで利用している人体のモデルデータは BodyParts3D という名前で無料で公開されている。旧称はポリゴンマン。2008年7月1日に BodyParts3D という名称に変わった。ライセンスに従えば誰でもダウンロードして再利用できる。ファイル形式はstlとvtk。

## URLでのリンク
アナトモグラフィーで作成した図にURLを通じてリンクすることが出来る。URLを取得するには、図を作成した後、画面左側の「Save」タブから「アナトモグラフィーエディタのURL」または「PNG 画像のURL」を右クリックしURLをコピーする。この機能を使うことで、メールやウェブサイトを通じて図譜へのリンクを貼ることができる。

### リンク用URLの形式
リンク用URLの形式は以下のようになっている。
```
http://lifesciencedb.jp/ag/edit?locale=jp&tp_ap=08020601:IF09004506000600FFFFFF1NANANANANANANANANANANANA006060%7CFMA50801:FFA500NANANANANANAS020W%7CFMA71325:FFFFFFNANANANANANAS010S
```

各項は次のようになっている。
- http://lifesciencedb.jp/ag アナトモグラフィーのアドレス
- edit 編集ページへのリンクである事を示す。これがない場合、画像のみのページにリンクする。
- locale=jp 表記を日本語メインとする指示。locale=en とすると英語を中心とした表示となる。
- 08020601 使われているポリゴンデータのバージョンを表すコード。2008年2月6日公開の第一版。
- IF090045 Z軸回りの回転角3桁、X軸回りの回転角3桁、計6桁で表示角度を表す。90度-45度。
- 06000600 画像の解像度をピクセル単位で指定する。600px-600px。
- FFFFFF 画像の背景色をRGBで指定する。これは白色。

バーティカルバー（|）以降は、部品名、色、透明度、表示方法の指定が繰り返される。
- FMA50801 部品ID。これは脳。アナトモグラフィーで使用されているIDはワシントン大学で開発された解剖学オントロジー Foundational Model of Anatomy (FMA) に準拠している。
- FFA500 部品の表示色。オレンジ色。RGBで指定する。
- 020W 不透明度20%でワイヤーでの表示を意味する。不透明度は0で完全に透過、100で完全に不透明となる。

## 画像

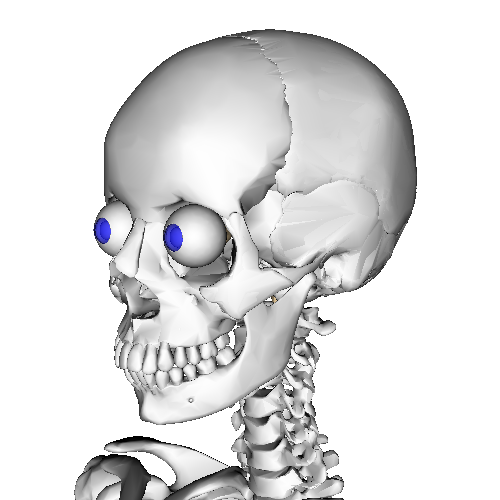
頭蓋骨と眼球（アナトモグラフィーで編集）
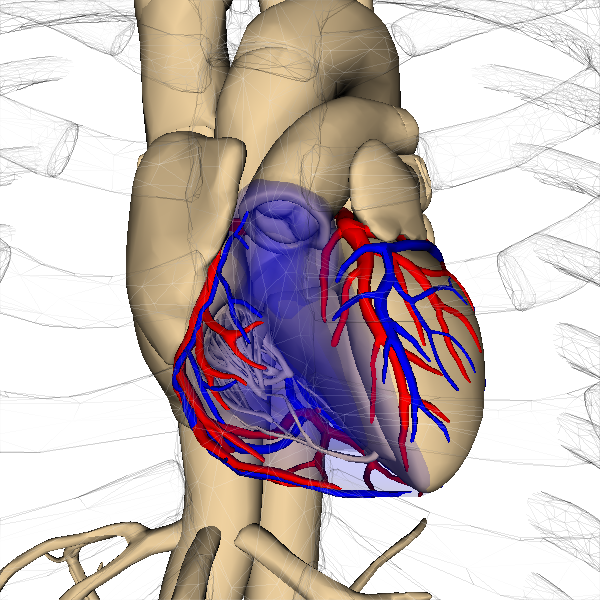
胸郭と心臓（アナトモグラフィーで編集）